# チャンプ・ファーガソン
チャンプ・ファーガソン（Champ Ferguson, 1821年11月29日 - 1865年10月20日）は、南北戦争時のゲリラ指揮官。アメリカ連合国側のゲリラ部隊を指揮し、100人以上の北軍兵士および北派市民を殺害したと主張していた。

## 戦前

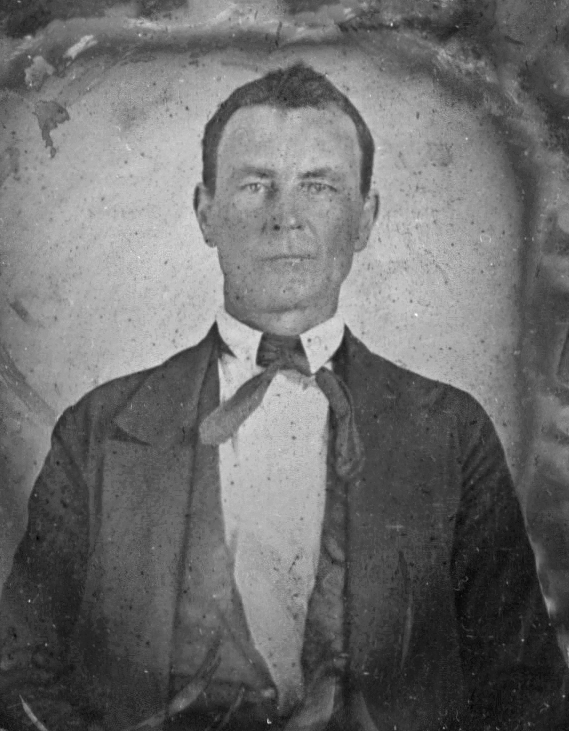
1850年代頃のファーガソン

1821年、テネシー州との州境であるケンタッキー州クリントン郡にて、10人兄弟の末子として生を受ける。彼の故郷はケンタッキー高地（Kentucky Highlands）として知られる地域で、住民の多くは自作農（yeomen farmers）であり、奴隷は比較的少なかった。ファーガソンは父と同様に農夫となったが、若い頃から暴力的な性格で知られていたという。
伝えられるところによれば、1858年にはファーガソンに率いられた一団がフェントレス郡の保安官ジェームズ・リード（James Read）を拘束し、木に縛り付けるという事件が起こった。ファーガソンは馬に乗って木の周囲を回りながら剣を振るい、リードが死ぬまで繰り返し斬りつけた。キャンプ・ミーティングの際にエヴァンスという男を刺す事件も起こしている（エヴァンスは一命を取り留めた）。ファーガソンは1850年代のうちに、妻や家族と共にテネシー州ホワイト郡のカフキラー川近くの低地へと引っ越している。

## ゲリラ活動
1861年、南北戦争が勃発した。テネシー州のうち、大部分を山岳地帯が占める東テネシーの人々は、合衆国（北軍、ユニオン）からの離脱に強く反対した。一方、それ以外の奴隷所有者が多い地域、特にプランテーションの広がる西テネシーでは連合国（南軍、南部連合）への支持が広まっていた。この歴史的分断は、東テネシーが南北両政府による様々な非公式の働きかけの対象となることを意味した。連合国軍は前線を離れた後方地域にて支持者らとの取り決めを結ぶことに尽力した。1862年には合衆国軍によって州全体が占領下に置かれ、分断と緊張は増していった。山岳地帯の存在と戦時における法執行機関の弱体化は、ゲリラや非合法民兵の結成を後押しした。この時期のテネシー州では、カンバーランド高原などを中心にゲリラ活動や報復攻撃に関する報告が数多く残されている。家族が南北両陣営に分かれて対峙することも多かった。ファーガソンの兄弟にも、北軍第1ケンタッキー騎兵連隊の一員として従軍し、戦死した者がいる。
開戦後間もなくしてファーガソンはゲリラ隊を組織し、彼が北寄りだと判断した市民に対する攻撃を始めた。占領下のテネシーでは、戦争を名目に個人的な諍いの始末を図る者も多かった。ファーガソンのゲリラ隊は、現地に進出したジョン・ハント・モーガン准将やジョセフ・ウィーラー少将指揮下の連合国軍部隊と協働しており、モーガンがファーガソンをパルチザン・レンジャーズ（partisan rangers）の大尉に任命していたとする資料もある。ただし、ファーガソンらは軍の規律にはほとんど従わず、交戦規定にも頻繁に違反していた。
ファーガソンの残忍さを強調する逸話として、「捕虜の首を刎ね、その生首を山腹に転がしていた」、「老人や寝たきりの者を好んで殺害した」などというものがあった。また、政府職員を殺害した容疑で連合国当局に逮捕されたこともあり、バージニア州ウィズビルにて2ヶ月間投獄されている。この際は訴えが十分証明されなかったために釈放されている。

## 裁判と処刑

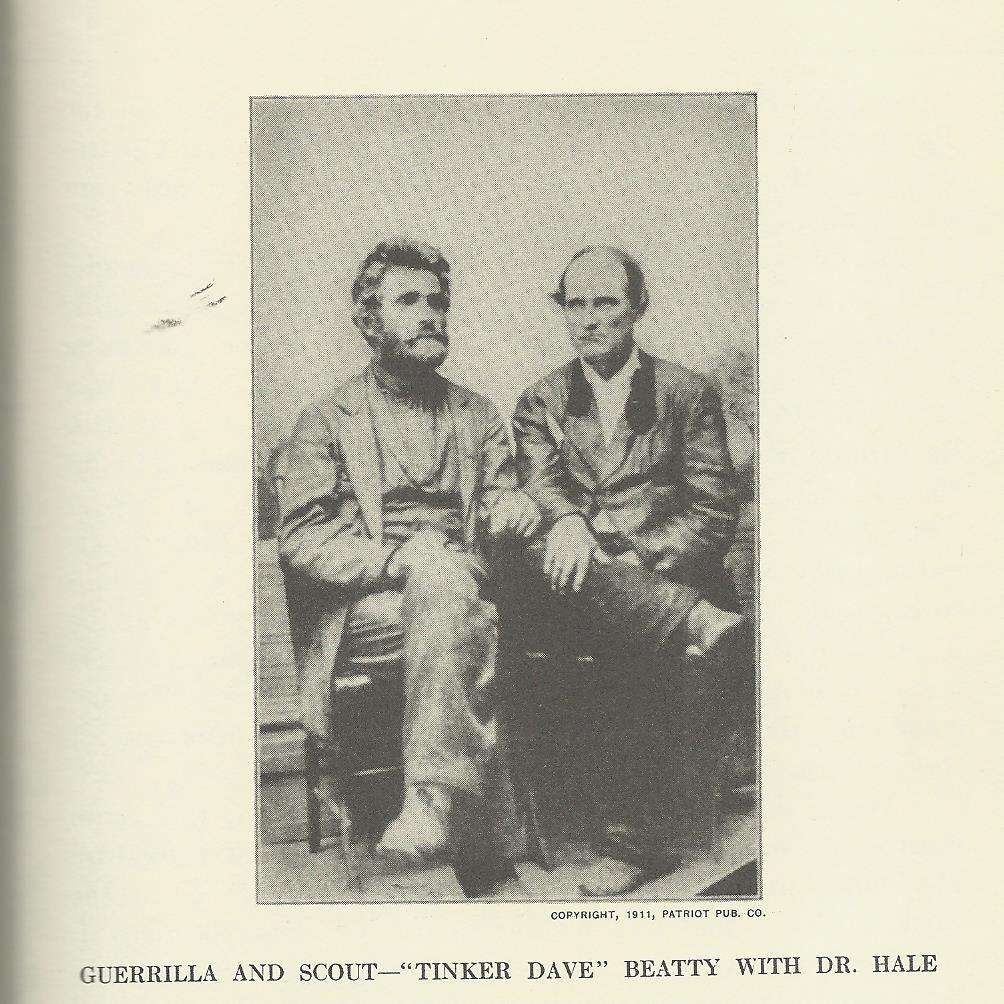
ファーガソンの宿敵だった"ティンカー・デイブ"・ビーティとジョナサン・ヘイル博士（Jonathan Hale）。ジョナサンはローズクランズおよびトーマスの両将軍のもと、カンバーランドにおける合衆国陸軍の偵察兵総監（Chief of Scouts）を務めていた

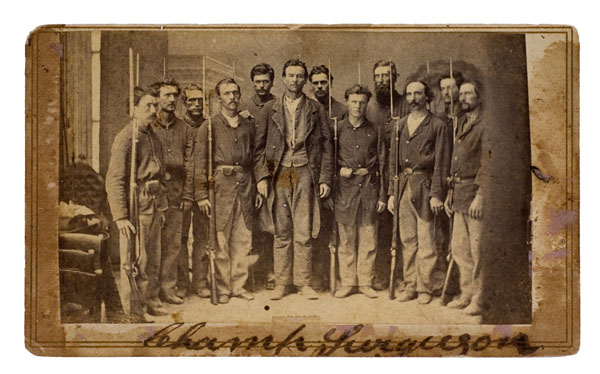
看守に囲まれるファーガソン

終戦後、ファーガソンはゲリラ隊を解散した上で帰郷した。これを察知した合衆国当局は直ちにファーガソンを逮捕してナッシュビルに連行し、彼は軍事法廷において53件の殺人容疑について裁かれることとなった。彼の裁判は国民的な関心事となり、メディアからの注目も集中することとなる。証人の中には、ファーガソンの宿敵で、彼とは逆に南派市民への攻撃を担当していた北側ゲリラ隊の指揮官である"ティンカー・デイブ"・ビーティ（"Tinker Dave" Beatty）もいた。ファーガソンは自らのゲリラ隊が多くの北派市民を殺害したことを認めると共に自らがそのうち100人以上を殺害したと証言し、これらは単純に軍人としての職務の一環だったと述べた。

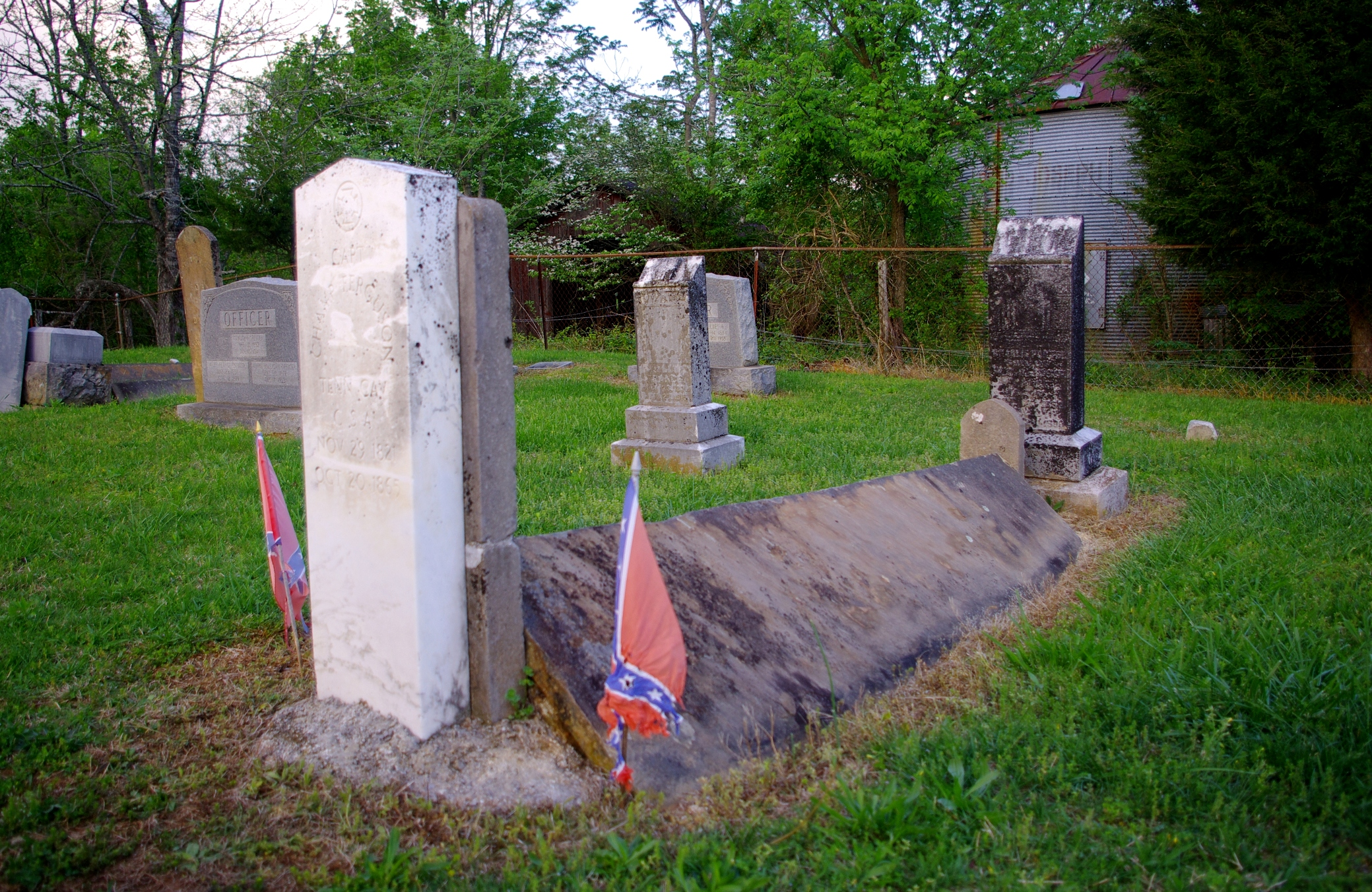
ファーガソンの墓碑

ファーガソンと彼のゲリラ隊が関与したとされる最も悪名高い事件、すなわち第一次ソルトビルの戦い後の北軍負傷兵および捕虜の殺害についてもこの裁判で争われた。被害者は第5有色人騎兵隊に所属する黒人兵および白人士官らだった。負傷兵らは病院のベッドに寝た状態のまま殺害されていた。捕虜の虐殺は南軍正規軍のトーマス軍団が到着するまで続けられた。正規軍部隊が現れると、ファーガソンらはすぐに姿を消したという。
1865年10月10日、ファーガソンの有罪が確定し、絞首刑が言い渡された。これに対し、ファーガソンは以下の声明を『ナッシュビル・ディスパッチ』紙上で発表した。
おれはまだ南軍兵だし、南軍兵として死ぬだろう。……確かに善良な連中を沢山殺したが、それでもおれの命を狙わないような奴は殺さなかった。……北の当局がおれを捕虜にするつもりがないという話をいつも聞いていた。見つければ直ちに射殺するだろうと。だから必要以上に大勢を殺さなければならなくなったのだ。何度でも言うが、おれは1人の南軍兵として死ぬ。そして最後に、遺体はテネシーのホワイト郡に送り、あの素晴らしき反逆者の地に埋葬するよう要求する。

I am yet and will die a Rebel … I killed a good many men, of course, but I never killed a man who I did not know was seeking my life. … I had always heard that the Federals would not take me prisoner, but would shoot me down wherever they found me. That is what made me kill more than I otherwise would have done. I repeat that I die a Rebel out and out, and my last request is that my body be removed to White County, Tennessee, and be buried in good Rebel soil.—Johnson, James、Execution of Champ Ferguson, James K. Polk Papers, Box 1, Folder 9. (Tennessee State Library and Archives; Nashville Dispatch, 22 October 1865).
1865年10月20日、ファーガソンの絞首刑が執行された。彼は南北戦争中の戦争犯罪について裁かれ、絞首刑に処された2人の兵士のうちの1人だった（もう1人はアンダーソンビル刑務所所長を務めたヘンリー・ウィーズ大尉）。遺体はテネシー州ホワイト郡スパータ北部にあるフランス墓地（France Cemetery）に埋葬された。
その後、彼が『ナッシュビル・ディスパッチ』紙に寄せた声明が出版された。『ニューヨーク・タイムズ』紙では、これを口述書（confession）と分類した。この中で彼は少なくとも10人の殺害を認め、そのうち9人については自衛を主張した。また、もう1人については強盗殺人犯だと信じていたために殺害したとしている。その他にも、彼やゲリラ隊員によって殺害された者には有罪判決を受けた犯罪者が少なくなかったとしている。ソルトビル事件での将兵12名に関するものを含むいくつかの訴えについても否認しており、大部分は純粋な戦闘行為による戦死者か、あるいは他隊による殺害だと述べている。ファーガソンは裁判が不公正だと感じており、死刑判決後には2名を除く証人全てが信頼に値しないと主張していた。